# Jonas Troest
Jonas Troest (ur. 4 marca 1985 w Kopenhadze) – duński piłkarz występujący na pozycji obrońcy. Zawodnik klubu AB Taarnby. Jest starszym bratem Magnusa Troesta.

## Kariera klubowa
Troest seniorską karierę rozpoczynał w 2002 roku w klubie B 1893 z 1. division. W 2004 roku trafił do Silkeborga z Superligaen. W tych rozgrywkach zadebiutował 29 sierpnia 2004 roku w przegranym 0:1 pojedynku z Brøndby. W Silkeborgu spędził 1,5 roku.
W styczniu 2006 roku odszedł do niemieckiego Hannoveru 96. W Bundeslidze zadebiutował 5 lutego 2006 roku w zremisowanym 1:1 spotkaniu z 1. FC Nürnberg. Barwy Hannoveru reprezentował przez rok. W tym czasie rozegrał tam 8 ligowych spotkań.
W styczniu 2007 roku Troest wrócił do Danii, gdzie został graczem zespołu Odense (Superligaen). Pierwszy ligowy mecz zaliczył tam 11 marca 2007 roku przeciwko Randers (1:2). 9 maja 2007 roku w wygranym 2:1 pojedynku z Randers strzelił pierwszego gola w Superligaen. W tym samym roku zdobył z klubem Puchar Danii. W 2009 roku oraz w 2010 roku wywalczył z nim wicemistrzostwo Danii. W 2011 przeszedł do SønderjyskE Fodbold.

## Kariera reprezentacyjna
Troest jest byłym reprezentantem Danii U-16, U-17 oraz U-21.